# Giallo cromo
Il giallo cromo è un composto chimico inorganico formato da cromato di piombo (PbCrO4), che costituisce un pigmento inorganico naturale giallo.  Venne estratto per la prima volta dal minerale crocoite dal chimico francese Louis Vauquelin nel 1809. Dal momento che il pigmento tende ad ossidarsi e nel tempo a scurirsi  per l'esposizione all'aria ed essendo un derivato del  piombo, un metallo pesante tossico, è stato ampiamente sostituito da un altro pigmento un po' meno tossico, il giallo di cadmio.
Viene prodotto comunemente miscelando soluzioni di nitrato di piombo e di cromato di potassio e successivamente recuperando per filtrazione il cromato di piombo precipitato.